# Tanguy Ndombele
Tanguy Ndombele Alvaro (Longjumeau, 1996. december 28. –) kongói származású francia válogatott labdarúgó, az OGC Nice játékosa.

## Pályafutása
A Guingamp csapatában nevelkedett, de az első csapatba nem került be. 2014-ben az Amiens második csapatához került. 2016 októberében profi szerződést kötött a Amiens csapatával. 2017. augusztus 31-én a Lyon 2 millió eurót fizetett, hogy kölcsön vehesse és a szezon végén 8 millióért végleg szerződtesse, továbbá bónuszokkal kiegészülhet az üzlet.
2024 július elején kétéves szerződést kötött a francia OGC Nice csapatával.

## Statisztika
2018. február 15-i állapotnak megfelelően.
| Klub             | Szezon           | Bajnokság        | Bajnokság | Bajnokság | Kupa  | Kupa  | Ligakupa | Ligakupa | Nemzetközi | Nemzetközi | Egyéb | Egyéb | Összesen | Összesen |
| Klub             | Szezon           | Osztály          | Mérk.     | Gólok     | Mérk. | Gólok | Mérk.    | Gólok    | Mérk.      | Gólok      | Mérk. | Gólok | Mérk.    | Gólok    |
| ---------------- | ---------------- | ---------------- | --------- | --------- | ----- | ----- | -------- | -------- | ---------- | ---------- | ----- | ----- | -------- | -------- |
| Amiens           |                  |                  |           |           |       |       |          |          |            |            |       |       |          |          |
| 2016–17          | Ligue 2          | 30               | 2         | 0         | 0     | 1     | 0        | —        | —          | —          | —     | 31    | 2        |          |
| 2017–18          | Ligue 1          | 3                | 0         | 0         | 0     | 0     | 0        | —        | —          | —          | —     | 3     | 0        |          |
| Összesen         | Összesen         | 33               | 2         | 0         | 0     | 1     | 0        | 0        | 0          | 0          | 0     | 34    | 2        |          |
| Lyon             | 2017–18          | Ligue 1          | 19        | 0         | 3     | 0     | 1        | 0        | 7          | 1          | —     | —     | 30       | 1        |
| Karrier összesen | Karrier összesen | Karrier összesen | 52        | 2         | 3     | 0     | 2        | 0        | 7          | 1          | 0     | 0     | 64       | 3        |

## Sikerei, díjai
- Napoli
  - Olasz bajnok: 2022–23

- Galatasaray
  - Török bajnok: 2023–24
  - Török szuperkupa: 2023